# وودفورد، کوئینزلند
وودفورد (به انگلیسی: Woodford) یک حومه شهر در استرالیا است که در کوئینزلند واقع شده‌است.